# Rochelia disperma
Rochelia disperma är en strävbladig växtart som först beskrevs av Carl von Linné d.y., och fick sitt nu gällande namn av C. Koch. Rochelia disperma ingår i släktet Rochelia och familjen strävbladiga växter. Utöver nominatformen finns också underarten R. d. microcalycina.